# Lèpid (historiador)
Lèpid (en llatí Lepidus) va ser un escriptor romà que va viure en data desconeguda. Escrivia en llengua grega.
Va escriure en grec una història del món de la qual Esteve de Bizanci menciona els llibres primer i octau (Τεγέα, Βουθρωτός, Σκόποι).